# Licón de Atenas
Licón de Atenas (en griego antiguo: Λύκων; Atenas, siglo V  –siglo IV a. C.) fue un político ateniense.

## Biografía
Licón es un personaje poco conocido. Orador, fue blanco de los poetas cómicos como Eupolis o Cratino. Pertenecientes al círculo de Ánito, según la historiadora Claude Mossé, sistemáticamente apoyó sus propios intereses en reuniones, heterías o en procesos judiciales. De los tres acusadores en el juicio de Sócrates, Licón es el menos conocido. Su identificación histórica a veces se presta a polémica. Su hijo, Autólico de Atenas, vencedor en el pancracio en las Panateneas (421-420 a. C.), fue uno de los condenados a muerte por el régimen de los Treinta Tiranos. 
En el juicio de Sócrates, Licón, junto con el orador Ánito y al poeta Meleto, lanzó la acusación contra el filósofo. Fue el responsable de la incoación del procedimiento judicial. En abril del 399 a. C., Sócrates fue acusado por Meleto, junto con sus amigos (Licón y Ánito), de dos delitos, dividido en tres cargos:
1. No reconocer los dioses adorados en la ciudad;
2. Introducir nuevas divinidades;
3. Corromper a los jóvenes.

Anito sostuvo, además, que el filósofo era el mentor de Critias, uno de los Treinta Tiranos. Según Jenofonte, Sócrates había criticado públicamente a Ánito por su afirmación de que su hijo le había sucedido con éxito en los negocios, y que había sido instruido para ello. Por lo tanto, fue por rencor persona que Anito acusó a Sócrates. El filósofo fue encontrado culpable y condenado a beber cicuta. Después de su ejecución, la multitud se volvió contra sus acusadores y Ánito fue obligado a huir de Atenas.